# Regime de caixa
Regime de caixa é o regime contábil que apropria as receitas e despesas no período de seu efetivo recebimento ou pagamento, independentemente do momento em que foram realizadas.
Em resumo:
1. Uma despesa só é considerada Despesa Incorrida quando for paga, independente do momento em que esta foi realizada ou da existência de um compromisso de pagamento (contrato, título, boleto, nota fiscal, etc.).
2. Uma receita só é considerada Receita Ganha quando for recebida, independente do momento que o fato gerador tenha ocorrido ou da existência de um compromisso de recebimento.

Exemplos:
1. Suponha a assinatura anual de um jornal que custa $ 120,00 em que a quantia será paga à editora em 4 vezes sem juros de $ 30,00. No regime de caixa o valor pago será considerado uma despesa incorrida no momento de seu pagamento, ou seja, $ 30,00 a cada mês. Em contraste com o regime de competência, nele a despesa seria de $ 120,00 incorrida no mês em que a assinatura do jornal foi realizada, independente da forma como ela foi efetivamente paga.
2. Suponha a venda de um bem qualquer (ex. um computador) para pagamento em 60 dias. No regime de caixa a receita só será considerada ganha quando for efetivamente recebida, ou seja, no dia que o pagamento for realizado pelo cliente, isto é, em 60 dias. Já no regime de competência a receita seria considerada receita ganha no momento em que o bem foi vendido, independente do momento que será pago.

O regime de caixa é oposto ao regime de competência, pois considera as saídas e entradas de caixa como "gatilho" para o registro contábil da transação. Trata-se de um sistema utilizado em microempresas ou somente com objetivo gerencial, enquanto o Regime de Competência melhor atende ao Princípio Contábil de Competência.
No Brasil, após a escolha do regime de caixa ou competência, este deverá se manter por todo o ano - não sendo permitido mudar durante o ano base.
Existem ainda mais dois regimes contábeis: o de competência e o misto, sendo este último utilizado na contabilidade pública.